# Семёнов, Константин Сергеевич
Константин Сергеевич Семёнов (9 июня 1989, Токмак, Киргизская ССР) — российский волейболист, мастер спорта международного класса.

## Биография
Константин Семёнов родился 9 июня 1989 года в Токмаке в спортивной семье: его отец был профессиональным волейболистом, а мать — баскетболисткой. В раннем детстве Константин с родителями переехал в Смоленск, где окончил школу № 12. Там он семи лет, в 1996 году, начал заниматься волейболом в СДЮСШОР № 7 у Олега Владимировича Ануфриева.

### Карьера в волейболе
В 2003 году вместе с ещё одним воспитанником Олега Ануфриева, Дмитрием Ковыряевым, Константин Семёнов получил приглашение от ярославского «Нефтяника», а спустя год оказался в Белгороде и в сезоне-2004/05 начал выступления за «Локомотив-Белогорье»-2 в первой лиге чемпионата России.
В 2007 году играл в составе юниорской сборной России, занявшей под руководством Андрея Воронкова 4-е место на чемпионате Европы в Вене. В 2008 году Семёнов переквалифицировался из центрального блокирующего в доигровщика и в составе команды, перешедшей в следующую возрастную категорию и переданной Владимиру Кондре, стал бронзовым призёром молодёжного первенства континента в Брно. В августе 2009 года он участвовал на молодёжном чемпионате мира в Пуне (5-е место), а вскоре после его завершения дебютировал в пляжном волейболе.
После Олимпийских игр-2016 в Рио-де-Жанейро Константин Семёнов вернулся в классический волейбол, заключив годичный контракт с «Газпромом-Югрой». В конце декабря 2016 года соглашение с сургутским клубом было досрочно расторгнуто, а спустя месяц Семёнов пополнил состав «Белогорья». С декабря 2017 года вновь выступает в пляжном волейболе.

### Карьера в пляжном волейболе
Константин Семёнов был призван «на песок» в связи с травмой голеностопа у Игоря Колодинского и встал в пару к его многолетнему партнёру Дмитрию Барсуку. Дебют получился успешным — в сентябре 2009 года Барсук и Семёнов завоевали бронзовую медаль открытого Кубка России, а спустя месяц на первом совместном этапе Мирового тура в китайском городе Санья заняли 17-е место. Зимой 2010 года Семёнов целенаправленно готовился к новому сезону в пляжном волейболе, работал на сборах национальной команды, в феврале в «Волей Граде» вместе с Дмитрием Барсуком выиграл серебро на первом международном турнире под крышей «Русская зима».
В большинстве турниров 2010 года Семёнов играл в паре с бронзовым призёром молодёжного чемпионата мира Алексеем Пастуховым. Их лучшими результатами стали 9-е место этапа Мирового тура Paf Open на Аландских островах, 5-е место на чемпионате Европы U23 в Греции и 3-е место в чемпионате России. В июне 2011 года сформировался дуэт Константин Семёнов / Ярослав Кошкарёв, занявший 9-е место на чемпионате мира в Риме и 14-ю позицию (лучшую среди всех российских пар) в общем зачёте Мирового тура. Один раз за сезон Семёнов и Кошкарёв оказались на пьедестале, выиграв в августе бронзу на турнире категории «Оупен» в Гааге. В том же году Константин Семёнов в паре с латвийским волейболистом Александром Самойловым завоевал первый в карьере титул чемпиона России.
В преддверии Олимпийских игр — 2012 Ярослава Кошкарёва начала беспокоить травма, из-за которой он не смог поехать в Лондон и на шесть месяцев остался вне игры. На это время напарником Константина Семёнова стал Сергей Прокопьев, с которым он совсем немного играл в начале 2011 года. 1 июля на Кубке мира в Москве они добыли для России олимпийскую лицензию, и именно эта пара по решению главного тренера сборной России Вячеслава Нирки отправилась на Игры в Лондон.
На старте олимпийского турнира в Лондоне российская пара проиграла в двух партиях действующим чемпионам Европы и будущим чемпионам Игр в Лондоне Юлиусу Бринку и Йонасу Рекерману из Германии, а через два дня потерпела поражение в драматичном поединке от швейцарцев Себастьяна Шевалье и Саши Хайера. Этот матч стал самым продолжительным из всех, сыгранных в мужском турнире Олимпиады (69 минут), а в его кульминации — на матчболе соперника в третьей партии — судья принял решение не в пользу россиян. В последней игре группового этапа Семёнов и Прокопьев одержали победу над китайской парой У Пэнгэнь / Сюй Линьинь, что обеспечило им выход в плей-офф. По дополнительным показателям российская команда миновала участие в стыковом матче и напрямую прошла в 1/8 финала, где уступила посеянной под 4-м номером американской паре Джейк Гибб / Шон Розентал — 14:21, 20:22.
Константин Семёнов вновь сыграл вместе с Ярославом Кошкарёвым в феврале 2013 года на «Русской зиме». По ходу сезона они стали победителями двух турниров Европейской конфедерации волейбола (в Анталье и Бадене), первого в истории турнира Anapa Open в рамках Мирового тура, а также заняли 3-е место на Универсиаде в Казани. В августе они вышли в плей-офф чемпионата Европы в Клагенфурте, но были вынуждены сняться с турнира из-за травмы Кошкарёва. На следующее соревнование сезона — этап Мирового тура в Берлине категории Большого шлема — Семёнов отправился с Вячеславом Красильниковым. Новая российская команда, успевшая провести до начала турнира лишь несколько тренировок, смогла одержать победы над рядом сильнейших пар, включая действующих чемпионов мира и Европы, и завоевала серебро.
1 июня 2014 года Семёнов и Красильников проиграли в финале Anapa Open латвийской паре Мартиньш Плявиньш / Александр Соловей, но уже менее через две недели взяли у неё реванш в матче московского турнира Большого шлема в центре пляжных видов спорта на Водном стадионе. В поединках на выбывание россияне не отдали соперникам ни одной партии, обыграв в частности бронзовых призёров прошлогоднего чемпионата мира Йонатан Эрдмана и Кая Матысика и победителей Мирового тура-2013 Александра Самойлова и Яниса Шмединьша. В полуфинале, прерывавшемся на 40 минут из-за проливного дождя, Семёнов и Красильников взяли верх над чемпионами Европы итальянцами Паоло Николаи и Даниэле Лупо, а в финале — над Гжегожем Фиялеком и Мариушем Пруделем из Польши. В решающих матчах Константин Семёнов, травмировавший руку, играл на обезболивающих уколах. Победа на мужском турнире категории Большого шлема стала для России первой с 2008 года, когда в Клагенфурте аналогичного успеха добились Дмитрий Барсук и Игорь Колодинский.
2015 год не принёс российской команде медалей на международных турнирах — лучшими результатами Константина Семёнова и Вячеслава Красильникова стали 4-е места на этапах Мирового тура в Иокогаме и Сочи, а на чемпионате мира в Нидерландах россияне в 1/8 финала в упорной борьбе проиграли голландцам Рейндеру Нюммердору и Кристиану Варенхорсту.
В мае — июне 2016 года Константин Семёнов в паре с Вячеславом Красильниковым выиграл серебряные медали на турнире серии Open в Сочи и на чемпионате Европы в Биле, а также бронзу на турнире категории Большого шлема в Гамбурге. В мировом олимпийском рейтинге российская команда заняла 7-е место и завоевала право выступить на Олимпийских играх в Рио-де-Жанейро.
В Рио-2016 команда Константин Семёнов / Вячеслав Красильников добилась лучшего результата за всю историю выступлений российских «пляжников» на Олимпийских играх и осталась в шаге от пьедестала, заняв 4-е место. Россияне одержали три победы на групповом этапе, а затем уже в рамках плей-офф уверенно обыграли Джефферсона Перейру и Шерифа Юнуса из Катара и в тяжелейшем матче сломили сопротивление кубинцев Нивальдо Диаса и Серхио Гонсалеса. Исход полуфинального матча против итальянцев Даниэле Лупо и Паоло Николаи решился в третьей партии, на результат которой (13:15) повлияли две судейские ошибки. В матче за 3-е место Семёнов и Красильников проиграли чемпионам мира 2013 года Александеру Брауэру и Роберту Меувсену со счётом 21:23, 20:22.
В декабре 2017 года после более чем годичного перерыва Константин Семёнов возобновил выступления в пляжном волейболе, а его напарником стал Илья Лешуков. Первое выступление новой команды завершилось победой на финальном этапе чемпионата Восточно-европейской волейбольной зональной ассоциации в Москве. В мае 2018 года Семёнов и Лешуков выиграли этап Мирового тура категории «3 звезды» в турецком Мерсине, а в октябре стали победителями турнира категории «4 звезды» в Янчжоу, взяв верх в финальном матче над другой российской парой — Вячеславом Красильниковым и Олегом Стояновским.
В 2019 году Константин Семёнов в паре с Ильёй Лешуковым дважды становился бронзовым призёром этапов Мирового тура, а в августе выиграл серебро чемпионата Европы, проходившего в московских «Лужниках». В сентябре 2020 года на европейском первенстве в Юрмале российская команда была вынуждена сняться с турнира из-за положительного теста на COVID-19 у Семёнова. На Олимпийских играх в Токио Семёнов и Лешуков одержали победы в четырёх матчах подряд, в том числе и над будущими олимпийскими чемпионами — норвежцам Андерсом Молом и Кристианом Сёрумом, но уступили им же в четвертьфинале.

### Выступления в волейболе на снегу
В декабре 2018 года Константин Семёнов в команде с Петром Королёвым, Максимом Худяковым и Русланом Быкановым на Водном стадионе в Москве выиграл золото первого этапа Евротура-2018/19 по волейболу на снегу.

## Достижения и результаты

### В волейболе
- Бронзовый призёр чемпионата Европы среди молодёжных команд: 2008[итал.].

### В пляжном волейболе

#### В целом
- Призовые места на этапах Мирового тура:
  - 1-е — Анапа-2013, Москва-2014 (GS), Мерсин-2018 (3*), Янчжоу-2018 (4*),
  - 2-е — Берлин-2013 (GS), Анапа-2014, Сочи-2016, Канкун-2021 (4*),
  - 3-е — Гаага-2011, Гамбург-2016 (GS), Острава-2018 (4*), Гаага-2019 (4*), Варшава-2019 (4*).
- Призовые места на турнирах CEV:
  - 1-е — Баден-2013 («мастерс»), Анталья-2013 («сателлит»),
  - 2-е — Анапа-2013, 2014 («сателлит» — «Русская зима»).
- На Олимпийских играх: 2012 — 9-е место, 2016 — 4-е место, 2020 — 5-е место.
- На чемпионатах мира: 2011, 2013, 2015, 2019 — 9-е место.
- На чемпионатах Европы: 2011[нем.], 2012[нем.], 2013[нем.] — 17-е место, 2014[нем.], 2015[англ.] — 9-е место, 2016[нем.] — 2-е место, 2018[нем.] — 4-е место, 2019[нем.] — 2-е место, 2021[нем.] — 5-е место.
- Бронзовый призёр Универсиады (2013).
- Чемпион России (2011, 2014, 2021), серебряный (2018, 2019, 2020, 2022, 2023) и бронзовый (2010, 2012) призёр чемпионатов России.

#### По партнёрам
С Алексеем Пастуховым
- Бронзовый призёр чемпионата России: 2010.

С Сергеем Прокопьевым
- Бронзовый призёр чемпионата России: 2012.
- 9-е место на Олимпийских играх: 2012.

С Ярославом Кошкарёвым
- Бронзовый призёр Универсиады[англ.]*: 2013.
- 9-е место на чемпионате мира: 2011, 2013.
- 17-е место на чемпионатах Европы: 2011[нем.], 2012[нем.], 2013[нем.].
- 1-е место на этапе Мирового тура: Анапа-2013.
- 3-е место на этапе Мирового тура: Гаага-2011.
- 1-е место на турнирах ЕКВ: Баден-2013, Анталья-2013.

С Вячеславом Красильниковым
- 4-е место на Олимпийских играх: 2016.
- Серебряный призёр чемпионата Европы: 2016[нем.].
- 9-е место на чемпионате мира: 2015.
- 9-е место на чемпионате Европы: 2014[нем.], 2015[англ.].
- 1-е место на этапах Мирового тура: Москва-2014.
- 2-е место на этапах Мирового тура: Берлин-2013, Анапа-2014, Сочи-2016.
- 3-е место на этапах Мирового тура: Гамбург-2016.
- 2-е место на турнирах ЕКВ: Анапа-2013 и 2014.

С Ильёй Лешуковым
- 5-е место на Олимпийских играх: 2020.
- 9-е место на чемпионате мира: 2019.
- Серебряный призёр чемпионата Европы: 2019[нем.].
- 4-е место на чемпионате Европы: 2018[нем.].
- 1-е место на этапах Мирового тура: Мерсин-2018, Янчжоу-2018.
- 2-е место на этапе Мирового тура: Канкун-2021.
- 3-е место на этапах Мирового тура: Острава-2018, Гаага-2019, Варшава-2019.
- Чемпион России: 2021.
- Серебряный призёр чемпионата России: 2018, 2019, 2020.

С Александром Самойловым
- Чемпион России: 2011.

С Мартиньшем Плявиньшем
- Чемпион России: 2014.